# Marpesia marcella
Espèce
Marpesia marcella est une espèce d'insectes lépidoptères de la famille des Nymphalidae, de la sous-famille des Limenitidinae et du genre Marpesia.

## Dénomination
Marpesia marcella a été décrit par les entomologistes autrichiens Cajetan von Felder et Rudolf Felder en 1881, sous le nom initial de Tymetes marcella.

### Noms vernaculaires
Marpesia marcella se nomme Pansy Daggerwing ou Purple-stained Daggerwing en anglais,.

### Sous-espèces
- Marpesia marcella marcella en Équateur, en Colombie et au Pérou.
- Marpesia marcella valetta (Butler & Druce, 1872) ; au Costa Rica.
- Marpesia marcella ssp. au Panama[1].

## Description
Marpesia marcella est un papillon qui possède à chaque aile postérieure une très grande queue.
Le dessus est orange avec aux ailes antérieures une partie basale marron rayée et l'apex marron et aux ailes postérieures marron une grande flaque violette proche du bord interne et une bande marginale orange de l'apex à presque la base de la queue qui, elle, est marron.
Le revers est ocre rayé de lignes blanc nacré avec une ligne submarginale de chevrons blancs.

## Biologie

### Plantes hôtes
Les plantes hôtes de sa chenille sont des Moraceae.

## Écologie et distribution
Il réside au Guatemala, au Costa Rica, à Panama,  en Colombie,  en Équateur et au Pérou.

### Biotope
Marpesia marcella réside dans la forêt tropicale humide.

### Protection
Pas de statut de protection particulier.